# Jakov Filipović
Jakov Filipović (Pećnik, 17 oktober 1992) is een Kroatisch voetballer die doorgaans als centrale verdediger speelt. In maart 2020 verruilde hij Sporting Lokeren voor FK BATE Borisov. In januari 2023 speelde hij zijn eerste wedstrijd voor zijn huidige club SK Beveren. In januari 2017 debuteerde hij voor Kroatië.

## Clubcarrière
Filipović speelde in Kroatië twee seizoenen bij Cibalia Vinkovci en één seizoen bij Inter Zaprešić. Op 21 augustus 2017 tekende hij een contract voor drie seizoenen plus optie op een extra jaar bij Sporting Lokeren. Op 26 augustus 2017 debuteerde hij in de Jupiler Pro League tegen KAS Eupen. In zijn eerste seizoen bij Lokeren speelde de Kroaat 37 competitieduels.

## Interlandcarrière
Op 11 januari 2017 debuteerde Filipović voor Kroatië in de China Cup tegen Chili.